# モンバルッツォ
モンバルッツォ（伊: Mombaruzzo）は、イタリア共和国ピエモンテ州アスティ県にある、人口約1,000人の基礎自治体（コムーネ）。

## 地理

### 位置・広がり

#### 隣接コムーネ
隣接するコムーネは以下の通り。括弧内のALはアレッサンドリア県所属を示す。
- ブルーノ
- カレンティーノ (AL)
- カッシーネ (AL)
- カステルヌオーヴォ・ベルボ
- フォンタニーレ
- フラスカーロ (AL)
- ガマレーロ (AL)
- マランツァーナ
- ニッツァ・モンフェッラート
- クアランティ
- リカルドーネ (AL)

#### 地震分類
イタリアの地震リスク階級 (it) では、3 に分類される
。

## 行政

### 分離集落
モンバルッツォには、以下の分離集落（フラツィオーネ）がある。
- Bazzana, Borgo Cervino, Casalotto, Mombaruzzo Stazione